# Горења вас при Мокроногу
Горења вас при Мокроногу (словен. Gorenja vas pri Mokronogu) је насељено место у општини Мокроног–Требелно, регија Југоисточна Словенија, Словенија.

## Историја
До територијалне реорганизације у Словенији била је у саставу старе општине Требње.

## Становништво
У попису становништва из 2011. године, Горења вас при Мокроногу је имала 17 становника.
| Број становника према пописима | Број становника према пописима | Број становника према пописима |
| ------------------------------ | ------------------------------ | ------------------------------ |
| 1991                           | 2002                           | 2011                           |
| 31                             | 16                             | 17                             |

Напомена: До 1953. исказивано под именом Горења вас. Године 2000. умањено за део насеља који је припојен насељу Дебенец (Мирна).